# Flavanone 4-reduttasi
La flavanone 4-reduttasi è un enzima appartenente alla classe delle ossidoreduttasi, che catalizza la seguente reazione:
(2S)-flavan-4-olo + NADP+ ⇄ (2S)-flavanone + NADPH + H+
L'enzima è coinvolto nella biosintesi delle 3-deossiantocianidine a partire da flavanoni come la naringenina o l'eriodictiolo.